# Rafael Leão
Rafael Alexandre Conceição Leão (Almada, 10 de junho de 1999) é um futebolista português que atualmente joga pelo Milan como ponta-esquerda.[carece de fontes?]

## Carreira no clube

### Sporting
Nascido em Almada, distrito de Setúbal, descendente de angolanos, Leão ingressou no sistema juvenil do Sporting CP aos 9 anos de idade após um breve período no Amora FC.
Em 21 de maio de 2017, ainda jovem, ele fez sua estréia sênior nas reservas, entrando como substituto no segundo tempo e marcando um empate por 1 a 1 fora com o S.C. Braga B.
Cortesia do técnico Jorge Jesus, Leão apareceu pela primeira vez na Primeira Liga com o primeiro time em 11 de fevereiro de 2018, substituindo Bryan Ruiz nos últimos 21 minutos da vitória em casa por 2-0 sobre o CD. Feirense.
No dia 2 de março, após substituir o lesionado Seydou Doumbia no final do primeiro tempo, ele empatou para os visitantes alguns minutos após entrar em campo, mas com uma derrota fora de casa por 1 a 2 para o FC Porto - no processo tornou-se o mais jovem goleador do clube contra essa oposição.
Em 14 de junho de 2018, Leão rescindiu unilateralmente seu contrato no Estádio José Alvalade, citando um incidente em que jogadores e funcionários foram atacados por torcedores durante o treinamento.

### Lille

#### 2018–19

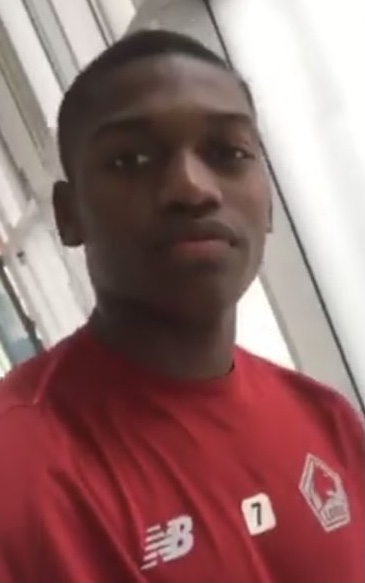
Rafael pelo Lille.

Em 8 de agosto de 2018, Leão ingressou no clube francês Lille OSC em uma transferência gratuita, assinando um contrato de cinco anos.
Ele marcou seu primeiro gol na Ligue 1 apenas em sua segunda aparição, jogando 67 minutos e ajudando os anfitriões a vencer o Stade Malherbe Caen por 1 a 0.
Rafael não tardou a tornar-se um jogador que atuava com frequência em solo francês. Nas partidas entre o fim de dezembro até fevereiro, o atleta conseguiu ser um atacante muito prolífico, já que chegou a marca de seis gols em sete jogos, sendo sua melhor sequência os quatro gols consecutivos das rodadas 18, 19, 20 e 21 da Ligue 1.
Apesar de ter deixado o clube sem nenhum título, Leão conseguiu ajudar o time a ficar em segundo lugar na Ligue 1, e saiu do clube com oito gols em 26 jogos.

### Milan

#### 2019–20
No dia 1 de agosto de 2019, Rafael Leão assinou um contrato de cinco anos na A.C. Milan.
O jogador estreou na Serie A 24 dias após assinar o contrato, na ocasião o atacante entrou como substituto aos 75 minutos de Samu Castillejo na derrota por 1 a 0 fora da Udinese Calcio, e marcou seu primeiro gol tardio na derrota em casa por 3 a 1 para o ACF. Fiorentina em 29 de setembro.
A primeira época de Rafael no clube de Milão foi muito regular. O atleta marcou seis gols em 33 partidas, e não conseguiu ajudar o clube a chegar em nenhum título, apesar de terem parado nas semifinais da Coppa Itália.

#### 2020–21
Seguindo seus anos de Milan, o atacante conseguiu aumentar seu número de jogos (40) e gols (sete), mas novamente não esteve a frente de nenhum título coletivo. Apesar disso, teve bons desempenhos individuais, como quando marcou um doblete diante o Spezia Calcio na terceira rodada da Série A e pôde contribuir para que seu time assegurasse a 2ª colocação no Campeonato.

#### 2021–22
Diferentemente da sua última temporada, Rafael Leão conseguiu contribuir significativamente com a conquista da Série A daquela temporada. Com 11 gols na temporada, ele liderou o ataque do time campeão e teve a honra de levantar o troféu do Campeonato Italiano.
Ao fim da competição, Leão conseguiu dois prêmios individuais: Jogador Mais Valioso e integrou o ataque no Time da Temporada.
Apesar da campanha ruim na Liga dos Campeões e da eliminação nas semifinais da Coppa Itália, o jogador conseguiu ser um dos destaques do time em tais competições e encerrou sua época com 14 tentos em 42 partidas.

#### 2022–23
Leão tivera momentos intensos no Clássico de Milão naquela temporada. Na primeira vez que enfrentou a Inter de Milão, o Milan saiu vencedor do confronto com dois gols dele garantindo assim um 3 a 2 para o time vermelho.
Todavia, as próximas vezes que eles iriam se enfrentar foram marcadas por vitórias da Inter. O clube derrotou-os na final da Supercopa da Itália de 2022, uma vitória simples na 21ª rodada da Série A, e depois chegaram a eliminar o time de Rafael nas semifinais da Liga dos Campeões da UEFA.
Pouco antes de enfrentar o eterno rival na Liga dos Campeões, Rafael Leão tratou de demonstrar em palavras o quanto estava orgulhoso em defender um clube tradicional como o Milan:
| “                                   | Senti um orgulho imenso e também um grande senso de responsabilidade. Também fiquei nervoso porque a camisa do Milan pesa muito. É um clube com muita história, que já conquistou vários títulos, sendo sete Ligas dos Campeões. Então, quando tive a oportunidade de vir para cá não pensei duas vezes. Os primeiros dias e meses foram emocionantes porque nunca pensei que vestiria esta camisa. É uma honra representá-la até hoje. | ” |
| — Rafael sobre assinar com o Milan. | |   |

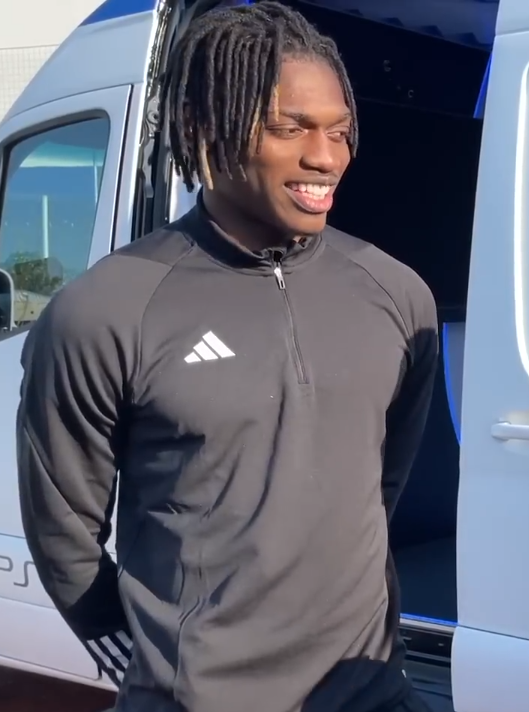
Rafael Leão em 2023.

Apesar desses momentos, e nenhum título na época, o jogador novamente conseguiu ser uma das figuras de ataque com maior eficiência no time. Em 34 partidas jogadas, Leão marcou 11 gols e foi, juntamente com Olivier Giroud, uma das principais figuras goleadoras da equipe. Ali, o português também chegou a marca de oito assistências, duas atrás de Khvicha Kvaratskhelia, o líder em passes a gol daquela época.
Leão também conseguiu ganhar o prêmio de Melhor do Mês duas vezes naquela época, e acabou por integrar o Time Ideal do Campeonato ao fim das rodadas.
Rafael terminou essa época com 48 partidas e 16 gols marcados.

#### 2023–24

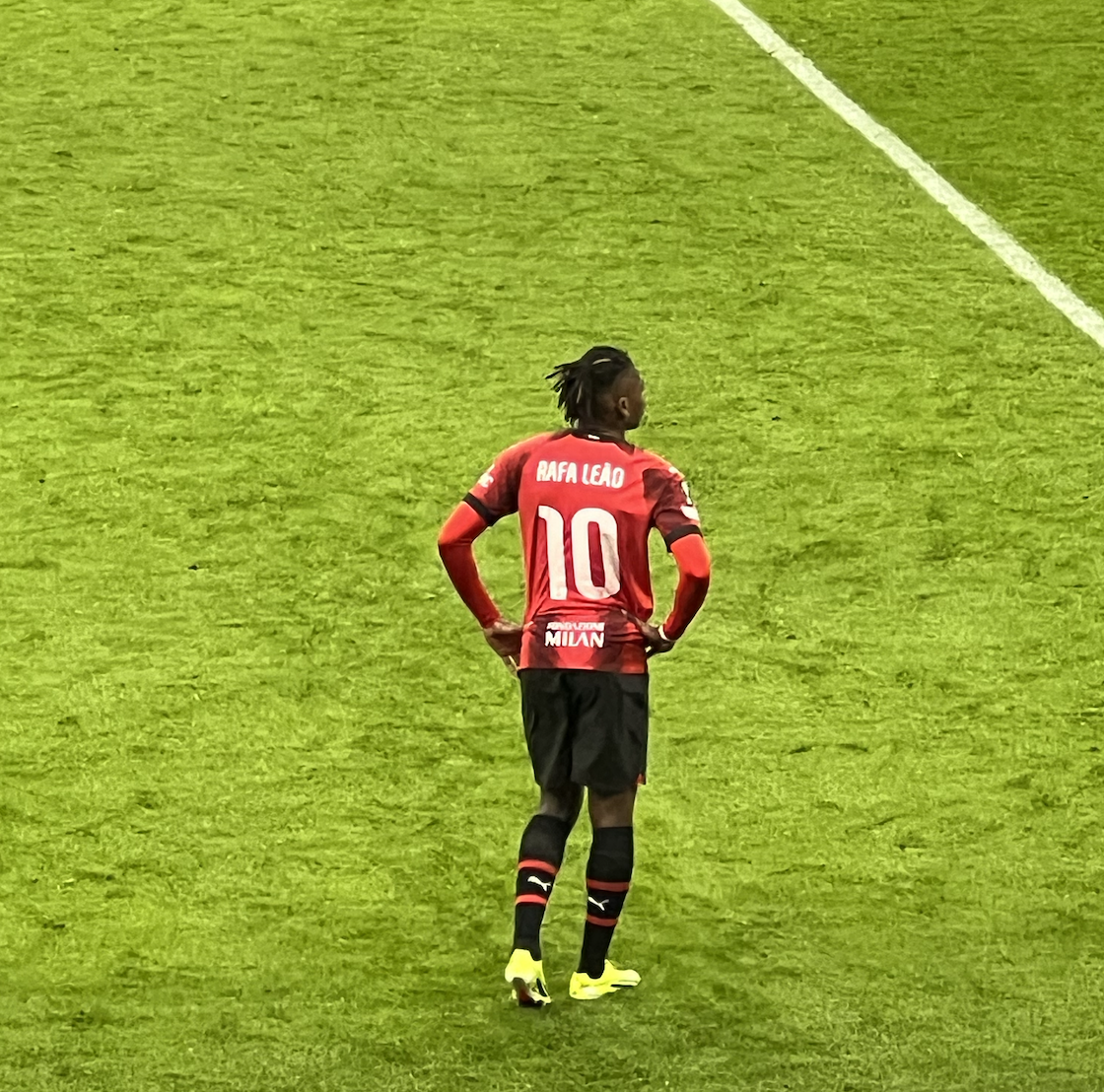
Leão pelo Milan em 2024.

A sua nova temporada, apesar de positiva em questão de números individuais, foi abaixo em outros aspectos. O time foi eliminado precocemente na Fase de Grupos da Liga dos Campeões, onde Leão marcou somente um gol diante o PSG, e depois apesar de melhores participações de Rafael, o clube caiu para a rival Roma nas quartas de final da Europa League.
E, ainda que tivesse feito dois gols em dois jogos, o time também amargou uma eliminação para a Atalanta na Coppa Itália já na segunda partida do time de Milão.
Rafael teve seu melhor desempenho durante a Série A. Lá, marcou nove gols e deu nove assistências, além de ter conseguido o prêmio de Melhor Jogador do mês de setembro de 2023 e ter conseguido estar no Time da Temporada pela terceira vez consecutiva.
Foi no Campeonato Italiano dessa época que o português conseguiu ser o capitão titular do Milan em duas oportunidades. A primeira vez ocorreu em uma vitória por 1 a 0 diante o Hellas Verona, na 5ª rodada da Liga (gol marcado pelo próprio), e a última foi contra a Juventus em um empate por 0 a 0 na rodada 34. Liderar a equipe vermelha foi um pedido pessoal de Rafael para o treinador. O atacante havia realizado esse pedido para performar de maneira mais consistente na equipe. Quando finalmente pôde usar a braçadeira, revelou ter ficado orgulhoso.
Após essa grande temporada com a equipe, o jogador atraiu o interesse de outros times. Um dos clubes mais interessados na contratação do avançado foi o Al-Hilal, da Arábia Saudita, que buscou oferecer cerca de 100 milhões de euros para terem o atleta no clube comandado por Jorge Jesus.

#### 2024–25
Após permanecer na equipe italiana, Leão continuou suas performances pelo Milan no Campeonato Italiano de Futebol de 2024–25. Na competição, atingiu um número igual de gols e assistências (oito) em 34 partidas. Seu principal jogo ocorreu em um empate em 3–3 diante o Cagliari, onde marcou duas vezes. Apesar dos números, careceu de grandes performances individuais, sendo criticado ao longo da época – a mais lembrada vindo do ídolo ucraniano Andriy Shevchenko – por sua baixa consistência e falta de liderança, e concluiu a Série A em 8º colocado.
A primeira vez que chegou em uma final na temporada aconteceu na Supercopa da Itália de 2024. Após perder o primeiro jogo contra a Juventus por conta de uma lesão, entrou na decisão diante a Internazionale e foi crucial para garantir a virada por 3–2 ao dar uma assistência para Tammy Abraham garantir o troféu nos acréscimos do segundo tempo.
A segunda vez que brigou por um título, porém, não possuiu desfecho positivo. Após ter estreado marcando um gol na vitória por 6–1 diante o Sassuolo nas Oitavas de Final da Copa da Itália de Futebol de 2024–25, passou todo o restante da campanha sem balançar as redes, aplicando somente uma assistência para Tijjani Reijnders fechar a vitória por 3–0 diante a Inter de Milão no jogo de volta da semifinal, e contemplou o Bologna vencê-los por 1–0 na final.
Na Liga dos Campeões da UEFA de 2024–25, tivera todas as suas quatro participações em gols acontecendo na Fase de Liga e sem quatro partidas consecutivas. Na 4ª rodada, deu uma assistência para Reijnders marcar o último gol do jogo em uma vitória por 3–1 contra o Real Madrid, e marcou um tento nas partidas seguintes diante o Slovan Bratislava, Estrela Vermelha e Girona. Porém, quando a equipe rumou à Fase Intermediária, não participou de nenhum gol e viu o Feyenoord Rotterdam eliminá-los pelo placar agregado de 2–1.
Mesmo sem múltiplos sucessos com a equipe, Leão conseguiu novamente superar a marca de 20 participações em gols. Com 12 gols e 11 assistências ao longo de 50 partidas, seu trabalho recebeu valorização de outros times, mas a contratação de Massimiliano Allegri ao elenco fez com que o português permanecesse na Itália, mesmo após sondagens de times como Futbol Club Barcelona e FC Bayern München, já que o treinador confiava em seu talento e garantiu publicamente que Rafael faria "uma grande temporada".

## Títulos
Sporting
- Taça da Liga: 2017–18

Milan
- Campeonato Italiano: 2021–22
- Supercopa da Itália: 2024

Portugal
- Campeonato Europeu - Sub-17: 2016
- Liga das Nações da UEFA: 2024–25[64]

### Prêmios individuais
- Equipe do Ano da Serie A: 2021–22, 2022–23, 2023–24
- Jogador Mais Valioso da Serie A: 2021–22
- Jogador do Mês da  Serie A: outubro de 2022, abril de 2023, setembro de 2023